# A sötét völgy
A sötét völgy (eredeti cím németül: Das finstere Tal / angolul: The Dark Valley) 2014-ben készült osztrák–német westernfilm. Ausztria nevezettje volt 2014-ben a Oscar-on a Legjobb idegen nyelvű film kategóriájában, de nem került be a jelöltek közé.
A filmet egy megegyező című könyvből adaptálták, melyet Thomas Willmann írt. Mind a film, mind a könyv arról szól, miképp érkezik meg egy Greider nevű idegen egy elzárt közösségbe az osztrák Alpokban, ahol a helyi közösség nem szívesen fogadja a titokzatos férfit, de nem tudják megakadályozni sötét titkok napfényre kerülését – és a megtorlást, ami azután következik.

## Szereplők
| Szereplő | Színész              | Magyar hang        |
| --- | -------------------- | ------------------ |
| Greider | Sam Riley            | Simon Kornél       |
| Hans Brenner | Tobias Moretti       | Kőszegi Ákos       |
| Hubert Brenner | Helmuth Häusler      | Tamási Zoltán      |
| Otto Brenner | Martin Leutgeb       | Schneider Zoltán   |
| Rudolf Brenner | Johannes Nikolussi   |                    |
| Luis Brenner | Clemens Schick       | Hannus Zoltán      |
| Edi Brenner | Florian Brückner     | Takátsy Péter      |
| Old Brenner | Hans-Michael Rehberg | Papp János         |
| Breiser | Erwin Steinhauer     | Berzsenyi Zoltán   |
| Luzi | Paula Beer           | Törőcsik Franciska |
| Lukas | Thomas Schubert      | Jéger Zsombor      |
| További magyar hangok |                      |                    |
| Bárány Virág, Cs. Németh Lajos, Dézsy Szabó Gábor, Horváth Zsuzsa, Kapácsy Miklós, Seres Dániel, Sipos Viktória, Stern Dániel, Szkárosi Márk, Téglás Judit |                      |                    |

## A cselekmény
|  | Alább a cselekmény részletei következnek! |

A film egy párral indít, akik egy faház pincéjében rejtőzködnek. Egy ideig csak lépéseket hallani a ház földszintjéről, majd férfiak törnek be a pincébe, brutálisan megverik a pár férfi tagját, és elhurcolják mindkettőjüket a nő velőtrázó sikoltozása közepette.
Ezután bemutatásra kerül a film két legfőbb szereplője: Greider és az Alpok. Messzi plánokról és közelebbiekről figyelhetjük, ahogy Greider megérkezik a távoli és elzárt faluba, ahol fényképészként mutatkozik be, ezzel tetézve a helyiek megrökönyödését. Viszont közelít a tél, és Greider a faluban akarja kivárni a tavasz jöttét, így elszállásolják őt Luzi-nál és édesanyjánál. Kiderül, hogy csak a két nő él a házban, mivel Luzi édesapja és bátyja meghaltak egy viharban a hegyen. Greider származása is szóba kerül: Amerikából jött, és édesanyja révén tanulta meg a nyelvet.
Utalásokból és jelekből rövidesen világos lesz Greider számára, hogy a falut Old Brenner, egy idős despota irányítja a fiaiból álló klánjával. Ennek legfontosabb kulcsjelenete a film elején játszódó jelenet a fogadóban, mikor Greider elkíséri beszerzőútjára Luzit (valamint vesz patkószöget) és két Brenner megfélemlíti Luzit, majd megkínálja itallal Greidert. Ő elutasítja, mondván nem iszik, de az erősebbik férfi erőszakkal rábírja az ivásra.
Luzi a megfélemlítésnek is köszönhetően egyre inkább aggódik a küszöbön álló esküvője miatt, ezért megkéri Greidert, hogy készítsen egy képet róla és vőlegényéről, Lukas-ról. Ezután beáll a félelmetes tél. Pár baljóslatú jelenet után láthatjuk, ahogy a Brennerek fát vágnak az erdőben, ahol egyikőjük halálát leli. Különösebben nem gyanús ez a fivéreknek először – veszélyes munkát végeznek –, ugyanakkor sejthető, hogy Greider állt a baleset hátterében. Különösen, miután egy másik testvér gyilkosság áldozata lesz, melyet patkószögekkel követnek el. A Brennerek megpróbálják elfogni Greidert, de ő addigra már előkészített magának egy rejtekhelyet az erdőben és idejében távozott Luzi-éktól.
Elérkezik az esküvő napja. A helyi pap összeadja Luzi-ékat, akiknek a lakodalma rövid életű, mert szóváltás után Brennerék elviszik magukkal Luzit. A pap sem éli sokkal túl az esküvőt, mert Greider látogatást tesz a templomban és elárulja jöttének okát, melyet Luzi narrálásában tudunk meg. Brennerék, ezáltal a falu sötét titka az, hogy még mindig tartják az első éjszaka jogát – avagy a frissen házasodott asszonyokkal ők hálnak először. Greiderék szülei voltak az egyetlenek, akik ellenálltak és nem akarták követni ezt a szokást, melyért keresztre feszítették Greider apját. Édesanyja épphogy meg tudott menekülni és elszökni Amerikába, amiért az ő szüleit büntették meg. Mindezért jött bosszút állni Greider, aki nem kíméli meg a Brenneréket támogató pap életét sem, majd távozik megmenteni Luzit a Brennerek karmai közül. Mikor összefut a Luzit szállító férfiakkal, párbajra hívja ki őket másnapra, de előtte elviszi Luzit egy biztonságos helyre a szeretteihez. Másnap reggel rárontanak Greiderre az erdei rejtekhelyén, négyen egy ellen, de ő ügyesen taktikázva végez mindegyikőjükkel és a faluba megy, hogy bevégezze Old Brenneren a bosszúját.
A faluban kisebb ellenállásba ütközik, sérüléseket szenved és majdnem végez vele a helyi kovács, de Lukas megmenti. Végül Greider bemegy Old Brennerhez, megmutatja neki édesanyja fotóját és közli vele fiai halálhírét. Válaszul Old Brenner kimondja, melyet addig a film csak sejtetett: Greider a saját testvéreit ölte meg. Majd megkéri Greidert, hogy végezzen vele gyorsan; a férfi szíven lövi, de majdnem ő is belehal sérüléseibe. Három hétig tart meggyógyulnia, mely alatt a helyiek tervezték a bosszút, hiszen elvesztették a vezetőjüket (nem is beszélve arról, hogy majdnem az összes családban volt Brenner-sarj az első éjszaka jogának köszönhetően). Greider viszont szabadon távozik és soha többé nem tér vissza.
|  | Itt a vége a cselekmény részletezésének! |

## Helyszín, zene

### Helyszín
A sötét völgy az Alpokban játszódik, melynek rideg, de egyúttal gyönyörű látványa ugyanazt nyújtja ennek az európai westernfilmek, mint a sivatag kietlensége egy amerikai westernfilmnek: izolál egy közösséget, mely a saját törvényeit mindenekelőtt betartja.
A film helyszínéül az olaszországi Trentino-Alto Adige régió Val Senales nevű völgyét választották, mely népszerű sí-és kirándulóparadicsom. Külön érdekesség, hogy ugyanebben a völgyben egy amerikai film, az Everest (film) (2015) stábja is forgatott.

### Zene
A film zenéjét Matthias Weber szerezte, aki korábban olyan sorozatoknál dolgozott, mint a Baywatch, a Maffiózók és a Kemény zsaruk. Együtt dolgozott többet között Hans Zimmerrel (Pearl Harbor – Égi háború) és Trevor Jones-szal (A szövetség). A német nyelvű filmeknél Simon Aeby Shadow of the Sword-jának (2005), Prochaska Dead in Three Days 1 és 2-nek (2006/08) és a Legjobb ellenségemnek (2011) írta a zenéjét; legutóbbiért jelölték is az Osztrák Filmdíj Legjobb filmzene kategóriájában. A sötét völgy-ért 2015-ben meg is kapta ugyanezt a díjat, illetve a German Academy Awards díját 2014-ben.
A film zenéje keveri a klasszikus és az ambient, elektronikus hangzást manipulált zenekari hangzás alkalmazásával és olyan ritkán használt szóló-hangszerekkel, mint a vonós gitár, az alpesi kürt és a ronroco. A Skopje Film Orchestra-tól származnak a felvételek, kiket olyan zenészek irányítottak, mint Tina Guo (cselló), Lisbeth Scott (ronroco) és Eliana Burki (alpesi kürt). Két számot is írtak külön a filmhez: „Sinnerman” (előadja Clara Luzia a főcím alatt és a One Two Three Cheers and a Tiger a film végén) és „How Dare You!” a Steaming Satellites-tól.
Az album 2014. április elsején jelent meg.

### Felvételek listája
- 1. The Secret 0:47
- 2. Sinnerman (Clara Luzia) 3:15
- 3. Mountain View 1:09
- 4. Reminiscing 1:16
- 5. Plotting 2:46
- 6. Nailed 0:35
- 7. Wedding 4:24
- 8. Confession 0:47
- 9. Passacaglia Vindicta 2:19
- 10. Dark Valley Polka 2:20
- 11. Surprise 6:28
- 12. Promise 2:49
- 13. How Dare You! (Steaming Satellites) 3:58
- 14. Smith Fight 1:35
- 15. Revenge Done 2:47
- 16. Sinnerman (One Two Three Cheers and a Tiger) 4:28

## Fogadtatás
A film a Rotten Tomatoes oldalon nem keltett nagy feltűnést és százalékos értékelést sem kapott még; összesen két kritika érkezett róla, melyek elmarasztalták a film egyes aspektusait, úgymint a túlzottan komolyra vett hangnem. A Berlin Review szintén a negatív oldalra helyez hangsúlyt; a karakterfejlődés és az eredetiség hiányára panaszkodik, a Hollywood Reporter-rel együtt. Viszont mind a három helyen dicsérik az operatőri munkát.

## Díjak és jelölések

### Osztrák Filmdíj
- 2015: díj a legjobb játékfilm kategóriában  (Stefan Arndt, Helmut Grasser, Andreas Prochaska)
- 2015: díj a legjobb rendezőnek (Andreas Prochaska)
- 2015: díj a legjobb zene kategóriában (Matthias Weber)
- 2015: díj a legjobb operatőrnek (Thomas W. Kiennast)
- 2015: díj a legjobb jelmeztervezés kategóriában (Natascha Curtius-Noss)
- 2015: díj a legjobb smink kategóriában (Helene Lang, Roman Braunhofer)
- 2015: díj a legjobb látványtervezés kategóriában (Claus-Rudolf Amler)
- 2015: díj a legjobb hangeffekt kategóriában (Dietmar Zuson, Christof Ebhardt, Tschangis Chahrokh)

### Bajor Filmdíj
- 2014: díj a legjobb színésznek (Tobias Moretti)
- 2014: díj a legjobb rendezés kategóriában (Andreas Prochaska)

### Diagonale Grand Prize
- 2014: díj a legjobb operatőr kategóriában (Thomas W. Kiennast)

### European Film Award
- 2014: díj a legjobb látványtervező kategóriában (Claus-Rudolf Amler)
- 2014: díj a legjobb jelmeztervező kategóriában (Natascha Curtius-Noss)

### Silver Dolphin (Festróia)
- 2014: díj a legjobb operatőr kategóriában (Thomas W. Kiennast, Allegro Film)

### German Camera Award
- 2014: díj a legjobb film kategóriában

### Német Filmdíj(Arany)
- 2014: díj a legjobb mellékszereplő kategóriában (Tobias Moretti)
- 2014: díj a legjobb operatőr kategóriában (Thomas W. Kiennast)
- 2014: díj a legjobb látványtervezés kategóriában (Claus-Rudolf Amler)
- 2014: díj a legjobb jelmeztervezés kategóriában (Natascha Curtius-Noss)
- 2014: díj a legjobb smink kategóriában (Helene Lang, Roman Braunhofer)
- 2014: díj a legjobb zene kategóriában (Matthias Weber)
- 2014: díj a legjobb hang kategóriában (Dietmar Zuson, Christof Ebhardt, Tschangis Chahrokh)

### Német Filmdíj (Ezüst)
- 2014: díj a legkiemelkedőbb rendezőnek (Andreas Prochaska)

### Best of Puncheon
- 2014: díj a legjobb játékfilm kategóriában (Stefan Arndt, Helmut Grasser, X-Filme Creative Pool)

### Romy
- 2014: díj a legjobb operatőr kategóriában (Thomas W. Kiennast)

### Osztrák Filmdíj
- 2015: jelölés a legjobb színész kategóriában (Tobias Moretti)
- 2015: jelölés a legjobb színész kategóriában (Paula Beer)

### Editing Award (Film+)
- 2014: jelölés a fikciós játékfilm kategóriában (Daniel Prochaska, Allegro Film, X-Filme Creative Pool)

### Német Filmdíj (Arany)
- 2014: jelölés a legjobb rendezés kategóriában (Andreas Prochaska)

## A könyv
A sötét völgy Thomas Willmann 2010-es, azonos című regényén alapul, mely az író első könyve. Nem fordították le se magyarra, se angolra, csak németül lehet hozzáférni. A szinopszis szerint Greider egy festő, aki szállásért érkezik a faluba, ahol azt hiszik, hogy aranyat keresni jött, de természetesen a bosszú vezérli a könyvben is.

## A rendező a filmről
Andreas Prochaska gyerekkori álomként írja le A sötét völgy filmre vitelét, mivel mindig is szeretett volna westernt rendezni. A megvalósítás 2008-tól látszott realizálódni, mikor kutatást végzett egy filmjéhez és az Alpokban keresgélt kisebb gazdaságokat. Ekkor gondolkozott el azon, hogy miért is választhatja valaki ezt az életstílust és milyen lenne, ha egy idegen érkezne egy ilyen kötött közösségbe. Szerencséjére nem sokkal később („egy szombat reggel”) egy újságban elolvasta Thomas Willmann regényének a kritikáját, és azonnal érezte az elköteleződést a megfilmesítés mellett. Fontosnak tartotta, hogy bár követve ugyan a western forma elemeit, de valami eredetit is hozzáadjon az egészhez. Külön érdekesség, hogy a főszereplőnek, Sam Riley angol színésznek Michael Fassbender A szégyentelen-beli és Ryan Gosling Drive – Gázt!-beli alakítását ajánlotta referenciaként Greider karakteréhez, mert szerinte ezek a figurák az őket érő nagy belső nyomás ellenére is képesek helytállni.